# Kulturpropositionen 2009
I september 2009 presenterade regeringen Reinfeldt en ny kulturproposition kallad ”Tid för kultur” (Proposition  2009/10:3). Propositionen bygger på den utredning som tillsattes av Sveriges regering 2007 och som framlade sitt betänkande i februari 2009 (se artikeln Kulturutredningen).

## Nyckelbegrepp
Nyckelbegrepp i propositionen är samspel mellan stat, kommuner och landsting (den s.k. "portföljmodellen"), samverkan mellan kultur och näringsliv, entreprenörskap, yttrandefrihet, mångfald, konstnärlig förnyelse och vård av kulturarvet . Den omtalade formuleringen “motverka kommersialismens negativa verkningar inom kulturområdet.” från 1974 års proposition finns inte längre med. I den nya propositionen heter det “Det finns ingen given motsättning mellan kommersiell bärkraft och konstnärlig kvalitet eller frihet.”
Propositionen skriver att två utredningar ska tillsättas: en utredning ska ges uppdraget att komma med ett förslag på det praktiska genomförandet av "portföljmodellen", och den andra utredningen ge ett förslag på hur en ny statlig "musikplattform" ska utformas (i propositionen anses nämligen att verksamhetsstödet till Stiftelsen Svenska rikskonserter ska upphöra och att en ny plattform för musiken skapas.)
I oktober 2009 fick landshövding Chris Heister regeringens uppdrag att utreda en ny modell för fördelning av statliga kulturbidrag (den s.k. "portföljmodellen").

## De kulturpolitiska målen
Ur regeringens proposition ”Tid för kultur”, 2009/10:3.
"Regeringen föreslår att följande mål ska gälla för kulturpolitiken:
Kulturen ska vara en dynamisk, utmanande och obunden kraft med yttrandefriheten som grund. Alla ska ha möjlighet att delta i kulturlivet. Kreativitet, mångfald och konstnärlig kvalitet ska prägla samhällets utveckling. För att uppnå målen ska kulturpolitiken: 
- främja allas möjlighet till kulturupplevelser, bildning och till att utveckla sina skapande förmågor,
- främja kvalitet och konstnärlig förnyelse,
- främja ett levande kulturarv som bevaras, används och utvecklas,
- främja internationellt och interkulturellt utbyte och samverkan,
- särskilt uppmärksamma barns och ungas rätt till kultur. "